# Croton platyphyllus
Espèce
Croton platyphyllus est une espèce de plantes à fleurs du genre Croton et de la famille des Euphorbiaceae, présente au Mexique (Chiapas).